# Banc de Porto Rico
Le Banc de Porto Rico est un ensemble d'îles qui regroupe l'île de Porto Rico et les îles Vierges

## Biogéographie
Le banc de Porto Rico correspondait à une île unique lors de la baisse du niveau des océans du Pléistocène. Un nombre important d'espèce sont communes aux différentes îles du banc.